# 한동리 (법조인)
한동리(韓東履, 1863년 3월 26일 ~ 1943년 6월 24일)는 대한제국과 일제강점기의 법조인 겸 관료로, 본관은 청주, 본적은 한성부 중서(中署) 관인방(寬仁坊) 대사동계(大寺洞契) 사동(寺洞)이며 경기도 광주부(廣州府, 현재의 경기도 광주시) 출신이다.

## 생애
1896년 1월 8일 법부 주사로 임명된 뒤부터 법조인 생활을 시작했다. 그 뒤 1897년부터 1900년까지 한성재판소 주사(1897년 11월 1일, 1898년 2월 13일 임명), 법부 주사(1899년 3월 28일 임명), 평리원 주사(1899년 6월 5일 임명), 평리원 검사(1899년 9월 18일 임명)를 역임했으며 1901년 두 차례(1901년 2월 8일, 1901년 7월 24일)에 걸쳐 한성재판소 판사로 임명되었다.
1905년 1월 19일 법부 법률기초위원(法律起草委員)으로 위촉되었으며 1906년 경무청 경무관(1906년 10월 15일 임명), 한성재판소 검사(1906년 12월 10일 임명), 1908년 진주지방재판소 검사(1908년 6월 20일 임명)를 역임했다. 한일 병합 조약 체결 이후인 1910년 10월 1일 조선총독부 중추원 부찬의에 임명되었지만 1911년 2월 25일 의원 면직되었다.
1911년 3월 8일 경성지방재판소 검사국에 변호사로 등록했으며 1920년 독립군 자금 모집 관련 공판에서 피고 김조길(金祚吉), 송춘근(宋春根)의 변호인으로 참여했다. 2002년 민족정기를 세우는 국회의원모임이 광복회와 함께 발표한 친일파 708인 명단의 중추원 부문에 포함되었다.

## 같이 보기
- 조선총독부 중추원

## 참고자료
- 한동리(韓東履) - 국사편찬위원회